# グルコサミンキナーゼ
グルコサミンキナーゼ(Glucosamine kinase、EC 2.7.1.8)は、以下の化学反応を触媒する酵素である。
ATP + D-グルコサミン {\displaystyle \rightleftharpoons } ADP + D-グルコサミンリン酸
従って、この酵素の基質はATP、D-グルコサミンの2つ、生成物はADP、D-グルコサミンリン酸の2つである。
この酵素は転移酵素、特にアルコールを受容体とするホスホトランスフェラーゼに分類される。この酵素の系統名は、ATP:D-グルコサミン ホスホトランスフェラーゼ(ATP:D-glucosamine phosphotransferase)である。この酵素は、アミノ糖の代謝に関与している。